# Klubben för inbördes beundran
Klubben För Inbördes Beundran, EP av punkbandet Coca Carola som släpptes 1994.

## Låtar på singeln
| Nr | Titel             | Längd | Notering |
| -- | ----------------- | ----- | -------- |
| 1. | Inbördes beundran | 4.07  |          |
| 2. | 28"               | 2.26  |          |
| 3. | Harald            | 2.36  |          |
| 4. | Fyra år           | 4.02  |          |